# Ittiofagi
Il termine Ittiofagi (in greco Ἰχθυοφάγοι e in latino Ichthyophagi, ‘Mangiatori di pesce’) è un etnonimo utilizzato dagli autori greci e latini per le popolazioni litoranee del mare Eritreo che vivevano prevalentemente dello sfruttamento delle risorse marine.

## Fonti
Il primo autore a nominare gli Ittiofagi è Erodoto, che riporta - forse da una fonte egizia - come il re achemenide Cambise, dopo aver conquistato l'Egitto (525 a.C.), incaricò alcuni Ittiofagi che si trovavano ad Elefantina di recarsi alla corte del re nubiano allo scopo di raccogliere informazioni sul paese.
Le fonti principali che ci permettono di conoscere meglio la cultura di queste popolazioni risalgono, però, ad epoca ellenistica.
Per quanto riguarda la costa del Makrān, oggi suddivisa politicamente tra il Pakistan e l'Iran, le informazioni derivano dai diari scritti dagli ufficiali di Alessandro Magno durante il ritorno dell'armata macedone dall'Indiaː tra questi, l'autore più importante è Nearco di Creta, che per ordine di Alessandro Magno comandò una flotta incaricata di esplorare le coste del Mare arabico dal delta dell'Indo fino al Golfo persico. Durante il viaggio, l'ufficiale poté osservare la vita nei villaggi costieri, che ha poi descritto nel suo diario di bordo. Il suo diario non si è conservato, ma fu ampiamente utilizzato da Flavio Arriano per scrivere i suoi Indica, che costituivano un complemento alla sua Anabasi di Alessandro. Alcuni passi del diario di Nearco sono poi citati da altri autori greci e latini, come Plinio il Vecchio, Strabone, Posidonio. Va, tuttavia, detto che l'altra fonte principale, accanto a Nearco, è Agatarchide di Cnidoː la descrizione degli Ittiofagi del Mar Rosso dipende, in lui, dalle relazioni riportate in Egitto dai naviganti tolemaici che esplorarono le rotte lungo la costa africana per commerciare con le regioni del Corno d'Africa che un tempo erano chiamate dagli Egiziani Paese di Punt
Le due fonti principali, Nearco e Agatarchide, presentano caratteristiche alquanto differenti: se Agatarchide utilizza suggestioni peripatetiche, epicuree, stoiche all'insegna di un certo disinvolto eclettismo, Nearco non si avvale di nessun fondamento teorico o filosofico e, inoltre, l'autore di Cnido sembra soffermarsi anche sugli aspetti paradossografici di questa popolazione. 

## Elementi etnografici
Al di la di queste divergenze, l’etnografia antica ha individuato la presenza di una cultura sostanzialmente omogenea sulla base di un comune e univoco regime alimentareː infatti tale popolo si nutriva precipuamente dei prodotti dell'attività piscatoria quali pesci, molluschi, crostacei, testuggini e mammiferi marini.
In Erodoto gli ittiofagi fanno parte dei popoli "altri" rispetto alla civiltà greca, per il fatto di non essere σιτοφαγοι e per l’estensione del loro areale; benché Erodoto non sia particolarmente esaustivo circa l’etnografia degli ittiofagi, tuttavia attribuisce loro un ruolo rilevantissimo in quanto mediatori culturali fra persiani ed etiopi. Gli ittiofagi, inoltre, pescano continuamente per quattro giorni, convitano allegramente tutti insieme, divertendosi con cantilene strane, poi si uniscono casualmente con le donne per avere prole. Il quinto giorno, per desiderio di bere, si muovono verso le sorgenti di acqua dolce dove si riempiono il ventre a tal punto che, per il peso, faticano a ritornare indietro.
Gli Ittiofagi di cui parla Diodoro Siculo, quelli che stanno al di fuori del Golfo Persico, vivono in un modo diverso, non soffrendo, a causa del loro temperamento né sete, né passione alcunaː poiché il popolo vive di pesca, ad essi basta il succo naturale del pesce e per questo non bevono altro. Ciò che è più strabiliante, secondo Strabone, è che sono longevi e superano gli altri mortali in quanto, appunto, privi di ogni perturbazione d’animo e di sensi. Sembra, poi, che gli ittiofagi avessero un discreto livello culturale e ciò può essere spiegato in quanto tali popolazioni di pescatori disseminate dal Mar Rosso al Mar Arabico, svolgendo una plurimillenaria trasmissione e diffusione di prodotti, risorse, tecniche fra Africa e Asia, apprendevano più lingue . 
Secondo Raffaella Pierobon Benoit, tutti gli ittiofagi sono caratterizzati da primitivismo, proprio per l’alimentazione a base di pesce, oggetto di scherno, peraltro, nella letteratura giambicaː in realtà la pesca, i pescatori, i pesci occupano ampio spazio nella commedia con connotazioni e interpretazioni estremamente varie, sicché la critica moderna può sostenere allo stesso tempo che il consumo di pesce ora è considerato tipico dei poveri, ora invece segno di lusso; la stessa contraddittorietà si esprime anche in Platone e Aristotele per i quali l’ittiofago occupa un posto basso nella scala sociale perché pratica un mestiere per la sopravvivenza.